# Eppure ti amo/Vita della vita mia
Eppure ti amo/Vita della vita mia è un singolo di Orietta Berti pubblicato nel 1975 dalla casa discografica Polydor.

## Descrizione
Col brano Eppure ti amo la cantante partecipa a Un disco per l'estate 1975 col pancione in attesa del suo primogenito, non arrivando alla serata finale.
Entrambi i brani fanno parte dell'album Eppure...Ti amo

## Tracce
1. Eppure ti amo
2. Vita della vita mia